# Мала Кокшага

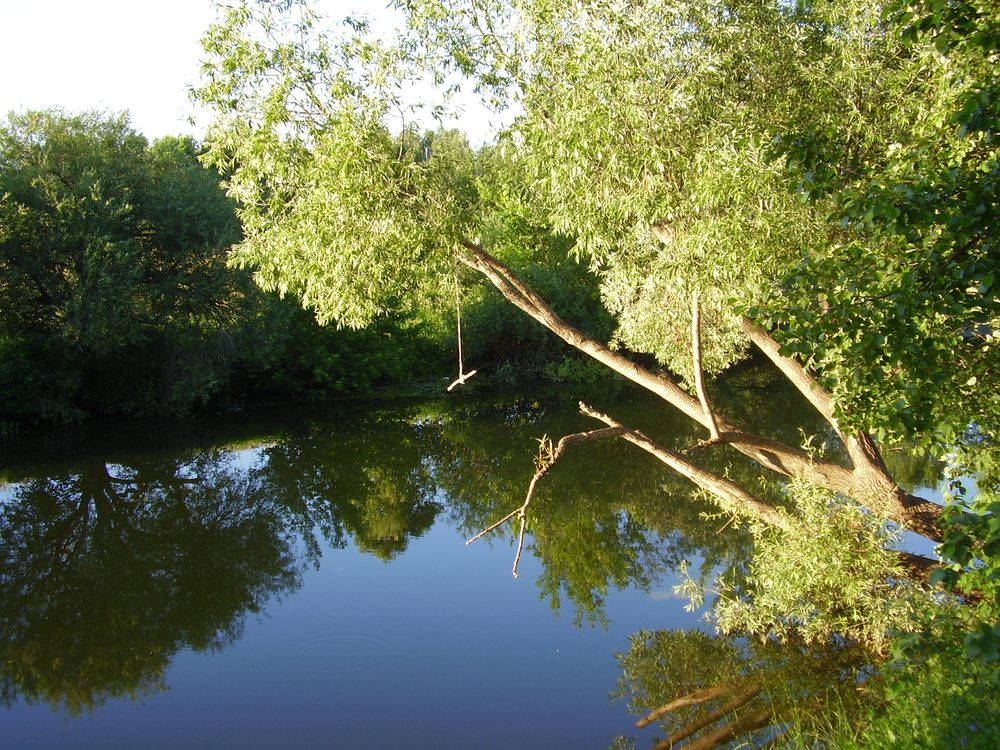
Мала Кокшага біля Йошкар-Оли

Мала Кокшага (марій. Изи Какшан) — річка в Марій Ел, ліва притока Волги, впадає в Куйбишевське водосховище.
Довжина — 194 км, сточище — 5160 км². Річище звивисте, на заплаві багато стариць. Живлення переважно снігове. Середня витрата близько 30 м³/с. Замерзає в листопаді, розкривається в квітні.
На Малій Кокшазі розташована столиця республіки — місто Йошкар-Ола.
Починається на півночі республіки Марій Ел, в Оршанському районі, на схилах Вятського увалу. Тече в південно-західному напрямку. Після Йошкар-Оли повертає на південь і тече по заболоченому руслу серед змішаного лісу. Впадає в Куйбишевське водосховище біля села Кокшайськ, за 5 км нижче Великої Кокшаги. Головна притока — Малий Кундиш.